# Goudnekspecht
De goudnekspecht (Melanerpes chrysauchen) is een vogel uit de familie Picidae.

## Verspreiding en leefgebied
Deze soort komt voor in Costa Rica en Panama.

## Status
De grootte van de populatie is in 2019 geschat op 20.000-50.000 volwassen vogels. Op de Rode lijst van de IUCN heeft deze soort de status niet bedreigd.